# Yukikaze
Lo Yukikaze (雪風? lett. "Vento nevoso") è stato un cacciatorpediniere della Marina imperiale giapponese, settima unità della classe Kagero. Fu varato nel marzo 1939 dal cantiere navale di Sasebo.
Appartenente alla 16ª Divisione, fu presente alle molteplici operazioni anfibie nelle Filippine e nelle Indie orientali olandesi, combattendo anche nella battaglia del Mare di Giava (27 febbraio 1942). Coinvolto marginalmente nella battaglia delle Midway a giugno, da settembre partecipò alla campagna di Guadalcanal rimanendo a difesa delle portaerei; a metà novembre ebbe comunque una parte importante nella prima battaglia navale di Guadalcanal. Dall'inizio del 1943 iniziò un intenso periodo operativo che lo vide in prima linea nello sgombero di Guadalcanal e nelle pericolose missioni del Tokyo Express: sopravvisse alla battaglia del Mare di Bismarck (2-4 marzo) e allo scontro di Kolombangara (luglio). Dalla fine dell'anno e nella prima metà del 1944 fu distaccato per compiti di scorta a convogli, naviglio ausiliare e a grandi unità che venivano ridislocate alle isole Lingga o a Brunei. Da queste due località salpò con il resto delle squadre giapponesi per la battaglia del Mare delle Filippine (19-20 giugno) e la battaglia del Golfo di Leyte (23-25 ottobre), uscendone ancora una volta illeso. Rientrato fortunosamente nelle acque metropolitane nipponiche, fu tra i cacciatorpediniere che affiancarono la Yamato nella disperata operazione Ten-Go (aprile 1945) e ne soccorse i naufraghi. Dopo la resa del Giappone del 15 agosto fu impiegato come trasporto rapido per il rimpatrio dei giapponesi e, nel luglio 1947, fu ceduto alla Repubblica nazionalista cinese che lo tenne in servizio fino al 1966. Fu demolito nel 1970-71.

## Servizio operativo

### Costruzione
Il cacciatorpediniere Yukikaze fu ordinato nell'anno fiscale edito dal governo giapponese nel 1937. La sua chiglia fu impostata nel cantiere navale appartenente all'arsenale di Sasebo della marina il 2 agosto 1938 e il varo avvenne il 24 marzo 1939; fu completato il 20 gennaio 1940. La nave formò con i gemelli Tokitsukaze, Amatsukaze e Hatsukaze la 16ª Divisione cacciatorpediniere, posta alle dipendenze della 2ª Squadriglia della 2ª Flotta. Fu anche selezionato come nave ammiraglia della divisione e, pertanto, imbarcò il capitano di vascello Shirō Shibuya con lo stato maggiore.

### 1941-1942
Passato al comando del capitano di fregata Kenjirō Tobita, il 26 novembre 1941 lo Yukikaze partì con la divisione d'appartenenza e il resto della squadriglia dallo Stretto di Terashima per arrivare, il 1º dicembre, alle isole Palau, uno dei punti di partenza per le imminenti operazioni militari contro gli occidentali. Il 6, infatti, lo Yukikaze seguì la divisione verso le Filippine meridionali, obiettivo della squadra nella quale erano inseriti, e fino all'8 rimase a fianco della portaerei Ryujo, i cui velivoli bombardarono Davao. Il 12 dicembre fu quindi presente alla facile occupazione di Legazpi e, il 24, appoggiò lo sbarco praticamente incontrastato alla baia Lamon. Rientrato alle isole Palau per rifornimento, fu assegnato alle operazioni nel settore a est dell'isola del Borneo, nelle Indie orientali olandesi: condusse pertanto la divisione nelle successive operazioni anfibie a Manado (11 gennaio 1942), a Kendari (14 gennaio), ad Ambon (31 gennaio) e infine a Timor (20 febbraio), i cui principali centri furono occupati in pochi giorni. Da qui lo Yukikaze e il resto della divisione si unirono al convoglio orientale per l'occupazione di Giava e, il 27 febbraio, prese parte alla battaglia del Mare di Giava, pur senza cogliere particolari successi. Conclusa vittoriosamente la campagna, lo Yukikaze rimase dal 9 marzo sin quasi alla fine del mese nel Mare di Giava, assegnato a pattugliamenti antisommergibile. Negli ultimi giorni di marzo fu integrato con il Tokitsukaze nell'operazione N, vale a dire la facile occupazione della Nuova Guinea occidentale che fu completata già il 21 aprile: fece allora rotta su Davao, dove sostò il 25 prima di partire nuovamente per Kure. Arrivò a destinazione il 2 maggio e si ormeggiò per revisione e manutenzione. Il 21 maggio lo Yukikaze e tutte le altre navi della 2ª Squadriglia salparono alla volta di Saipan, dove assunsero la difesa del convoglio d'invasione per l'atollo di Midway; la grande operazione, comunque, si concluse con una decisa sconfitta giapponese e lo Yukikaze rientrò in Giappone con i gregari. Nelle tranquille settimane successive si ebbero alcuni cambiamenti: dapprima (23 giugno) il comando del cacciatorpediniere passò al capitano di fregata Ryokichi Sugama, poi (14 luglio) la 16ª Divisione passò alle dipendenze della 10ª Squadriglia, a sua volta sotto il controllo della 3ª Flotta – la nuova squadra di portaerei da battaglia, sempre al comando del viceammiraglio Chūichi Nagumo.

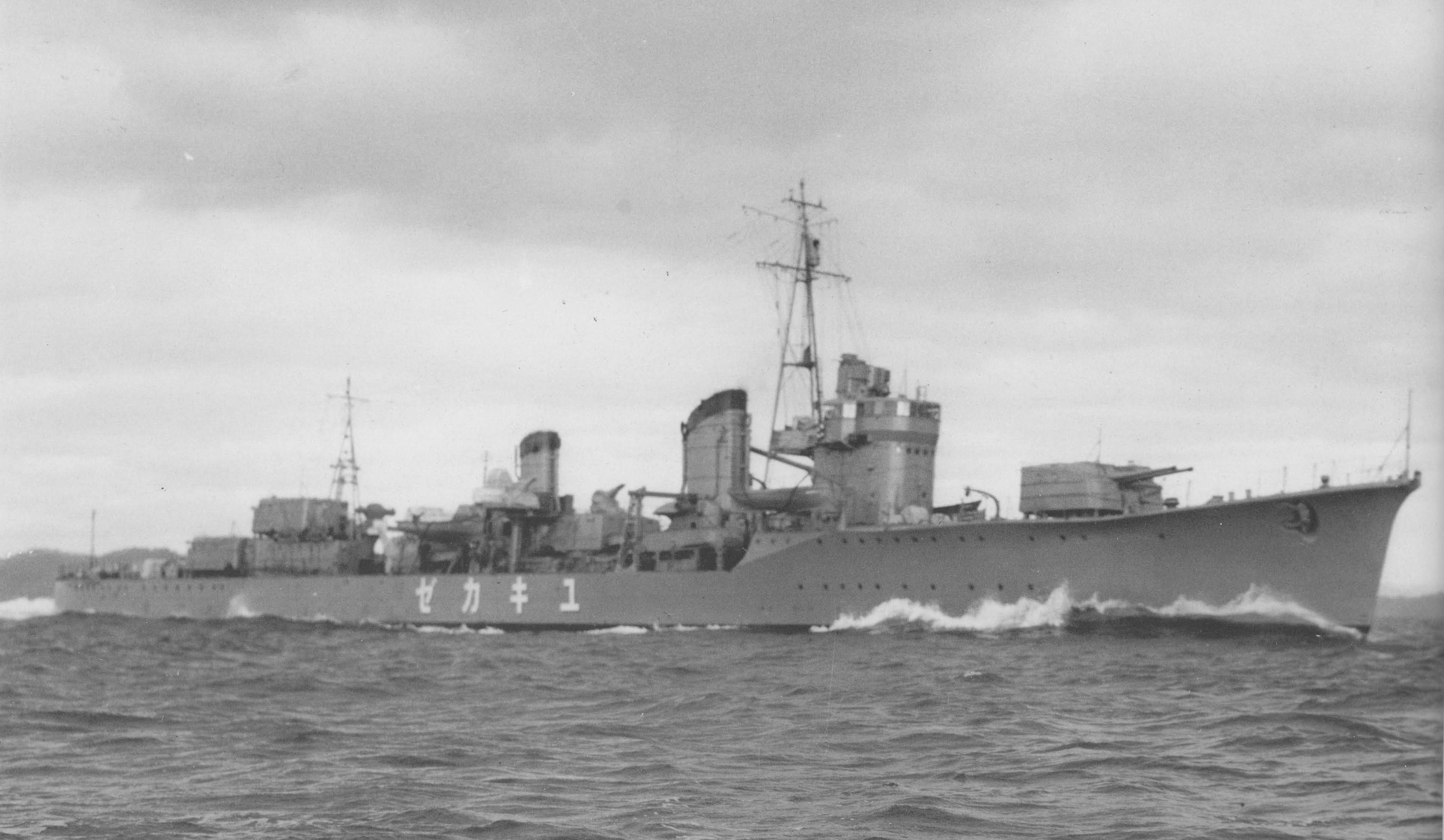
Lo Yukikaze ad alta velocità: a mezzanave si possono notare gli impianti di cannoni automatici Type 96 e, vicino alla torre sopraelevata di poppa, il telemetro per i lanciasiluri

L'11 luglio lo Yukikaze era però già salpato da Yokosuka di scorta a una petroliera, che fece tappa all'isola di Formosa prima di fermarsi alla piazzaforte di Rabaul il 30. Da lì lo Yukikaze si spostò all'altra grande base d'oltremare giapponese, Truk, e il 5 agosto la lasciò in difesa dell'incrociatore pesante Mogami (gravemente danneggiato a Midway) e della nave officina Akashi, diretti a Kure. Durante questo viaggio, il 7 agosto, reparti della 1st Marine Division posero piede a Guadalcanal, dando inizio a una lunga e dura campagna. Lo Yukikaze rimase nel Mare interno di Seto fino al 20 agosto, poiché impegnato in addestramento assieme alla nuova portaerei Hiyo; a inizio settembre fu posto a difesa della portaerei di scorta Unyo, seguendola a Saipan e infine a Truk, toccata il 10. Riunitosi al grosso della flotta da battaglia, partecipò a regolari uscite in forze o pattugliamenti nelle acque a nord delle isole Salomone: il 12 e 13 ottobre esplorò con l'Amatsukaze anche l'isola Ndeni, appurando che gli statunitensi non vi avevano stabilito alcuna stazione per idrovolanti (come sospettato). Rientrati a Truk, lo Yukikaze e il gregario si riunirono alla 15ª Divisione e seguirono la sortita della Flotta Combinata per la battaglia delle isole Santa Cruz, durante la quale fecero parte dello schermo difensivo delle portaerei del viceammiraglio Nagumo. A inizio novembre fu assegnato alla formazione del viceammiraglio Hiroaki Abe, distaccata dalla 2ª Flotta per bombardare nella notte del 12-13 novembre con due navi da battaglia veloci (Hiei, Kirishima) l'aeroporto Henderson. In realtà Abe s'imbatté nel Task Group 67 nell'ultimo tratto di mare prima di arrivare al suo obiettivo e le due squadre persero ogni coordinazione della notte illune; mentre la battaglia infuriava lo Yukikaze rimase vicino all'incrociatore leggero Nagara (ammiraglia della 2ª Squadriglia) e si mosse lungo il lato meridionale della zona interessata dal combattimento, lanciando siluri che quasi sicuramente colpirono gravemente il cacciatorpediniere USS Laffey. Scambiò anche cannonate con lo USS Cushing, senza particolari risultati, e rimase indenne; al sorgere dell'alba si unì a vari altri cacciatorpediniere per assistere la Hiei danneggiata, impossibilitata a manovrare e bersaglio di alcuni attacchi aerei statunitensi (durante i quali lo Yukikaze subì danni leggeri per colpi mancati). Alla fine il cacciatorpediniere accolse a bordo Abe e lo stato maggiore prima che la corazzata fosse mandata a fondo, aiutò nelle operazioni di recupero dell'equipaggio e infine fece rotta a nord, arrivando a Truk il 18. Il 5 dicembre, con lo Hatsuyuki, scortò la Hiyo fino a Kure e rimase in secca nei cantieri cittadini dal 10 dicembre.

### 1943
Il 18 gennaio 1943 lo Yukikaze era tornato pienamente operativo e salpò immediatamente a fianco delle portaerei Zuikaku e Zuiho con destinazione Truk; raggiunta la base lo Yukikaze proseguì oltre e si fermò alle isole Shortland il 23 gennaio, ove fu provvisoriamente assegnato alla 3ª Squadriglia, ingrossata per sgomberare Guadalcanal. Lo Yukikaze partecipò alle tre fasi dell'evacuazione (1º, 4 e 7 febbraio) sempre nel gruppo di cacciatorpediniere assegnati all'imbarco e trasporto degli emaciati soldati senza subire danni; il 10 febbraio salpò dalle Shortland con il Maikaze, molto danneggiato, per accompagnarlo sino a Truk. Tornò il 14 a Rabaul, da dove partì il 18 per vigilare sulla Gokoku Maru impegnata a trasferire materiali e uomini a Gasmata, sulla costa meridionale della Nuova Britannia: rientrarono senza incidenti il 21. Siccome era ancora in prestito alla 3ª Squadriglia del contrammiraglio Masatomi Kimura, lo Yukikaze fu incluso nei piani per rafforzare le guarnigioni e i gruppi aerei operanti da Lae mediante un importante convoglio di otto trasporti; gli otto componenti della squadriglia formarono la scorta e a fine febbraio tutte le navi salparono da Rabaul. Il convoglio fu localizzato dai ricognitori alleati e già il 2 marzo un attacco aereo immobilizzò il Kyokusei Maru: Kimura ordinò allo Yukikaze e all'Asagumo di prelevare le truppe e procedere da soli fino a Lae, quindi di riunirsi alla formazione. Le due unità completarono l'incarico e tornarono poco prima che circa 140 velivoli australiano-statunitensi piombassero sul convoglio; la battaglia del Mare di Bismarck cagionò la perdita di tutti i trasporti e di quattro cacciatorpediniere. Lo Yukikaze non fu colpito e prestò aiuto al devastato Tokitsukaze, ma poté solo trarre in salvo l'equipaggio. Fece scendere gli uomini a Kavieng e il 5 tornò a Rabaul. Due giorni dopo fu inviato alle Shortland: accolse a bordo un certo numero di militari che, nella notte tra il 7 e l'8, depositò a Kolombangara, e rientrò alla base. Il trasporto truppe del 13 marzo, di nuovo a Kolombangara, e quello del 2 aprile alla baia di Rekata a Santa Isabel, riuscirono senza intoppi, mentre un'analoga missione diretta a Finschhafen (10 aprile) fu interrotta per l'eccessiva attività aerea statunitense. Il 13 aprile, invece, trasferì con successo del personale a Capo Gloucester, quindi rientrò a Rabaul e procedette subito per Kavieng e, infine, Truk. Il 3 maggio lasciò la base con i cacciatorpediniere Yugumo, Akigumo, le portaerei Zuikaku, Zuiho e l'incrociatore leggero Agano con rotta Kure, arrivando in porto l'8 maggio per un esteso raddobbo. Nel corso dei lavori la contraerea dello Yukikaze fu incrementata: gli impianti binati di cannoni Type 96 da 25 mm furono scambiati con due installazioni triple e una coppia di Type 96 fu piazzata davanti alla torre di comando, su una piattaforma appositamente costruita.

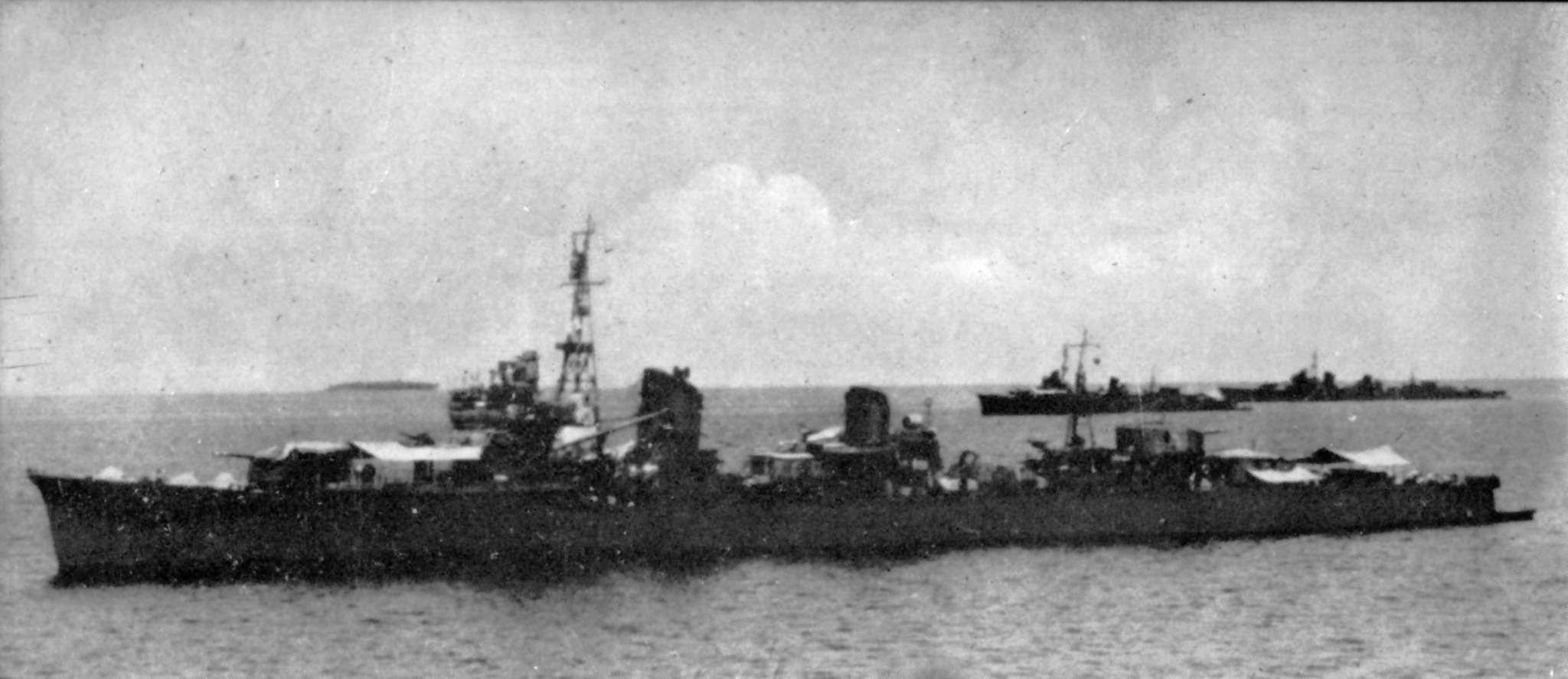
Lo Yukikaze ormeggiato a Rabaul nella primavera-estate 1943: si può notare, tra la torre di comando e la torretta prodiera, la coppia di cannoni contraerei aggiunti a maggio

Nella prima metà di giugno lo Yukikaze, dotato inoltre di un apparato capace di captare le onde emesse dai radar avversari, si portò a Yokosuka e ne partì il 16 giugno inquadrato in una squadra navale che si fermò, il 21, a Truk; tra il 23 e il 28 fu di scorta al Nagara, incaricato di rafforzare con un nucleo di truppe la remota isola di Nauru, poi il 28 salpò per difendere l'incrociatore pesante Chokai nello spostamento da Truk alle Shortland, raggiunte il 5 luglio. Da questa posizione avanzata salpò il 9, il 12 e il 19 luglio con incarichi di difesa e copertura a gruppi di cacciatorpediniere che recavano nottetempo rinforzi alla piazzaforte di Vila, sull'isola di Kolombangara. In occasione della seconda crociera lo Yukikaze guidò la pronta reazione delle altre unità di difesa che, con uno sciame di siluri, provocarono danni gravissimi agli incrociatori leggeri USS Honolulu, USS St. Louis e al cacciatorpediniere USS Gwin, che affondò poco dopo. Il 23 luglio un'altra missione del Tokyo Express, cui stavolta partecipò alla testa del gruppo da trasporto, si concluse positivamente. Rientrò direttamente a Rabaul e proseguì per Truk, dove attese l'Ushio per scortare l'incrociatore pesante Kumano e la piccola portaerei Taiyo all'arsenale di Kure. Ancora una volta lo Yukikaze subì un potenziamento delle armi di bordo: la torretta sopraelevata di poppa fu rimossa per fare posto a due installazioni triple di Type 96 da 25 mm; i paramine furono tolti, la riserva di bombe di profondità fu accresciuta a trentasei e furono aggiunte attrezzature per meglio manovrare gli ordigni. L'unità ebbe inoltre un inventario completo di sensori con un radar Type 22 (bersagli di superficie) assicurato all'albero tripode di prua e una camera per gli operatori alla base, un radar Type 13 (ricerca aerea) vincolato all'albero di maestra e un modello recente di sonar. Così modificato, tra l'8 ottobre e il 5 novembre rimase sempre a guardia della portaerei Ryuho, impegnata a trasferire aeroplani a Singapore per poi tornare a Kure. Lo Yukikaze si spostò a Yokosuka e salpò il 14 alla volta di Truk di scorta a una petroliera, arrivando a destinazione il 23; tra il 7 e il 14 dicembre riaccompagnò la petroliera, più la portaerei leggera Chitose, a Yokosuka. In porto il capitano Sugama passò il comando al capitano di corvetta Masamichi Terauchi, promosso capitano di fregata poche settimane dopo.

### 1944
L'11 gennaio 1944 lo Yukikaze, l'Amatsukaze e la portaerei Chitose salparono da Moji di scorta a un importante convoglio diretto a Singapore: durante la traversata nessuna petroliera fu colpita ma lo Amatsukaze incassò un siluro che lo mise fuori combattimento; perciò il viaggio inverso fu compiuto dal solo Yukikaze che arrivò, senza incidenti, il 4 febbraio a Moji. Nei due mesi successivi l'unità espletò un intenso servizio di protezione al traffico navale specie verso le isole Marianne. Il 7 aprile l'equipaggio, arrivato a Kure, apprese che la 16ª Divisione era stata disattivata (lo Yukikaze ne era ormai l'unico componente operativo) e che il cacciatorpediniere era passato alla 17ª Divisione, pur sempre dipendente dalla 10ª Squadriglia. Il 20 aprile contribuì allo schermo difensivo per lo spostamento della nave da battaglia Yamato e dell'incrociatore pesante Maya sino alle isole Lingga, una delle nuove basi avanzate della Flotta Combinata: la traversata fu completata il 1º maggio. Verso la metà del mese la flotta da battaglia, a scaglioni, cominciò a concentrarsi a Tawi Tawi in vista di possibili interventi sul fronte della Nuova Guinea; in rada, però, lo Yukikaze grattò una scogliera non segnalata e fu costretto a ridurre la velocità massima a 25 nodi. Fu pertanto assegnato alla difesa del gruppo rifornimento, ruolo con il quale partecipò alla battaglia del Mare delle Filippine: il 20 giugno, anzi, tentò senza successo di difendere le petroliere da un massiccio attacco aeronavale, quindi trasse in salvo l'equipaggio della Seiyo Maru (colata a picco con un siluro). Ripiegò a Guimaras e proseguì, sempre vigilando sulle petroliere, fino a Kure dove si ancorò definitivamente il 5 luglio per le necessarie riparazioni. Il personale approfittò delle circostanze per fissare sul ponte di coperta un certo numero di Type 96 da 25 mm su affusti singoli: quattro secondo una fonte, almeno sette per un'altra.
Dalla metà di agosto alla metà di settembre le attività dello Yukikaze non sono note. Il 22 di quel mese riappare di scorta alla 2ª Divisione corazzate (Fuso, Yamashiro) che si spostò da Kure alle isole Lingga, raggiunte il 4 ottobre. Qui si concentrò l'intera 2ª Flotta in attesa della prossima offensiva statunitense, allo scopo di controbattere con un piano già predisposto e distruggere così l'apparato anfibio avversario; il 18 ottobre, in base a notizie di incursioni preparatorie a Leyte nelle Filippine, la squadra si spostò a Brunei per gli ultimi preparativi e ne salpò il 22, dando inizio alla battaglia del Golfo di Leyte. Lo Yukikaze sopravvisse al pericoloso passaggio dello Stretto di Palawan e all'attraversamento del Mare di Sibuyan sotto l'imperversare degli attacchi delle portaerei statunitensi. La mattina del 25 ottobre combatté quindi a est dell'isola di Samar contro una parte della Settima Flotta statunitense, in particolare collaborando con l'Isokaze nella distruzione del cacciatorpediniere USS Johnston. I giapponesi in ultimo ripiegarono dalla zona dello scontro e, durante il viaggio per riguadagnare Brunei, lo Yukikaze e l'Isokaze furono gli unici cacciatorpediniere a rimanere con le superstiti grandi unità della 2ª Flotta (gli altri o erano andati perduti o erano stati distaccati ai comandi nelle Filippine). Lo Yukikaze si rifornì dalla nave da battaglia veloce Haruna il 28, non appena giunto a destinazione e, tra il 9 e il 12 novembre, incrociò nel Mar di Sulu con le corazzate e con il resto della 17ª Divisione per dare supporto a distanza all'operazione TA, il concitato invio di convogli alla guarnigione di Leyte. Il 15 novembre la 17ª Divisione fu trasferita agli ordini della 2ª Squadriglia e il giorno successivo salpò assieme alle navi da battaglia Yamato, Nagato e Kongo per tornare a Kure; a metà del viaggio la Kongo e l'Urakaze furono però affondati da un sommergibile. Kure fu toccata il 24 e il giorno dopo lo Yukikaze e l'Isokaze seguirono la Nagato a Yokosuka. Il 28 i due cacciatorpediniere salparono per vigilare sulla nuova portaerei Shinano che doveva raggiungere il Mare interno di Seto: nuovamente un battello subacqueo statunitense colò a picco la grande unità e lo Yukikaze poté solo contribuire a trarre in salvo i naufraghi. Il 31 dicembre la 17ª Divisione tutta partì da Moji per scortare un convoglio diretto a Formosa.

### 1945

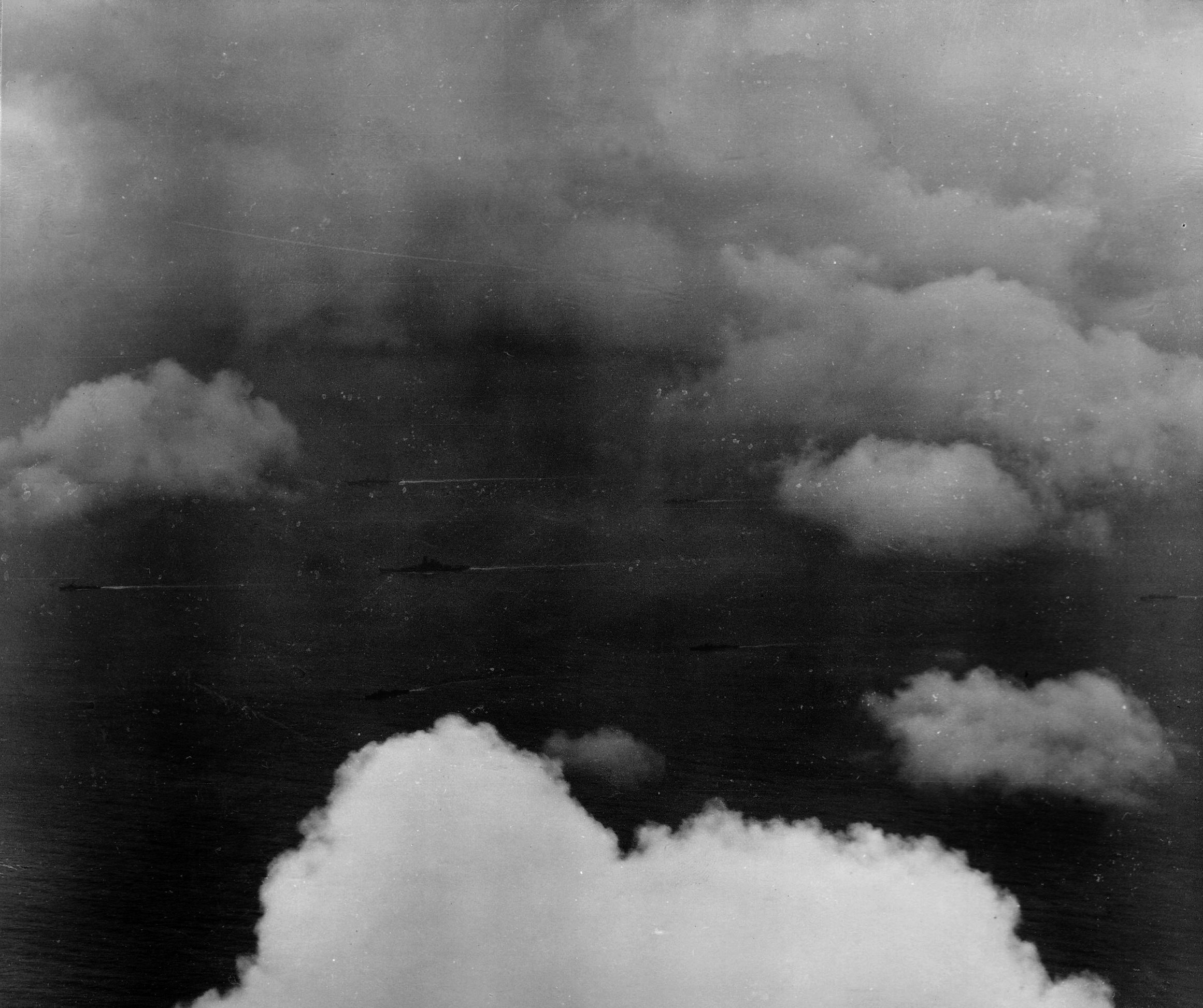
L'operazione Ten-Go: lo Yukikaze e altri cacciatorpediniere attorniano la Yamato, al centro

Per tutti i primi tre mesi del 1945 lo Yukikaze rimase nel Mare interno di Seto dapprima per un raddobbo generale, poi in addestramento con il resto della divisione e fungendo talvolta come nave bersaglio per i kaiten. Le fonti concordano sull'aggiunta, in questo periodo, di dieci cannoni Type 96 da 25 mm e di quattro mitragliatrici pesanti Type 93 da 13,2 mm, tutte armi su affusto individuale.
Questa routine si interruppe all'inizio di aprile, subito dopo il grande sbarco statunitense a Okinawa; la Marina imperiale organizzò infatti una disperata sortita generale della molto indebolita 2ª Flotta capeggiata dalla Yamato: lo scopo dell'attacco era far arenare la corazzata e le navi che l'accompagnavano a Okinawa (l'incrociatore leggero Yahagi e otto cacciatorpediniere, compreso lo Yukikaze e il resto della 17ª Divisione), in modo tale da appoggiare la guarnigione con i cannoni di bordo. Sembra anche che ulteriore obiettivo fosse attirare quanto più possibile delle forze aeree imbarcate americane per sgombrare il campo a un pianificato, massiccio attacco kamikaze. La missione cominciò il 6 aprile ma già dalla tarda mattinata del 7 la squadra giapponese fu oggetto di reiterati attacchi aerei; gli aviatori statunitensi si concentrarono sulla Yamato ma, in generale, tutte le unità furono bersagliate. Lo Yukikaze, mitragliato più volte, se la cavò con appena tre morti e quindici feriti; si dedicò a salvare i naufraghi della Yamato e poi si avvicinò all'immobilizzato Isokaze: visto il pericolo di un ritorno degli americani, il capitano Terauchi trasse in salvo l'equipaggio e mandò a fondo il cacciatorpediniere con i siluri. Tornato nelle acque metropolitane, lo Yukikaze riprese le attività di addestramento e il 10 maggio cambiò comandante per l'ultima volta con l'arrivo del capitano di fregata Keiji Koeu. Una settimana più tardi ebbe ordine di spostarsi all'arsenale di Maizuru con l'Hatsushimo e l'incrociatore leggero Sakawa per garantire la sicurezza delle infrastrutture e difendere l'area. Il 30 luglio si trovava nella poco lontana baia di Miyatsu quando si verificò una massiccia incursione aeronavale della Terza Flotta statunitense, ma accusò solo danni superficiali per alcuni mitragliamenti, un morto e qualche ferito. Al contrario due fonti riportano che l'unità colpì una mina depositata in precedenza e subì danni tutto sommato non gravi; tuttavia le riparazioni non furono mai intraprese.
Il 15 agosto la 17ª Divisione fu disattivata perché in organico era rimasto solo lo Yukikaze che, infatti, transitò nella 41ª Divisione (già riunente il Fuyuzuki, il Natsuzuki e lo Yoizuki); questo reparto dipendeva dalla 31ª Squadriglia di scorta che faceva diretto riferimento alla Flotta Combinata. Si trattò in ogni caso di una mera formalità, poiché quello stesso giorno l'Impero giapponese si era arreso agli Alleati: a fine mese o ai primi di settembre l'equipaggio consegnò la nave alle autorità d'occupazione statunitensi che provvidero a rimuovere ogni arma e attrezzatura militare; il successivo 5 ottobre lo Yukikaze fu ufficialmente rimosso dai ruoli della Marina imperiale.

## La cessione alla Cina e l'epilogo
Lo Yukikaze fu subito riadattato per partecipare alla colossale opera di rimpatrio di militari e civili giapponesi sparpagliati nella decaduta Sfera di co-prosperità della Grande Asia orientale: fu destinato a tale compito già a poche settimane dalla conclusione della guerra, che ebbe però una formale sanzione soltanto il 1º dicembre, con la formazione del 2º ministero per la Smobilitazione che (pur con la supervisione americana) ebbe sotto di sé la responsabilità della buona riuscita dell'operazione. Il 19 novembre, durante le traversate, il capitano Koeu fu smobilitato.
Nell'aprile-maggio 1947 lo Yukikaze concluse i compiti di recupero e rimase ormeggiato nella rada di Tokyo dove, il 26 maggio, fu visitato da rappresentanti degli Stati Uniti, dell'Unione Sovietica, del Regno Unito e della Repubblica nazionalista cinese. Le potenze vincitrici decisero il destino del cacciatorpediniere e dell'altro naviglio giapponese catturato nel corso di quattro incontri al quartier generale dello SCAP: durante la prima riunione, del 28 giugno 1947, lo Yukikaze fu assegnato proprio ai nazionalisti in conto di riparazione di guerra. La nave fu indirizzata con un equipaggio misto a Shanghai, da dove i giapponesi furono riportati in patria e dove la cessione divenne effettiva il 6 luglio; la Marina nazionalista lo ribattezzò Tan Yang. La Cina si trovava però in una grave situazione interna tra le distruzioni patite in dodici anni di guerra contro Tokyo, milioni di morti e il riaccendersi violento della guerra civile; perciò fu decisamente difficile rimettere in piena efficienza le ex unità giapponesi. Lo Yukikaze rimase a Shanghai come nave esperienze fino a quando non fuggì a Formosa nel maggio 1949, poco prima che la città cadesse nelle mani dell'Esercito Popolare di Liberazione e con a bordo parte del governo di Chiang Kai-shek. Tra il 1951 e il 1953 fu riarmato con svariate artiglierie costiere, lasciate indietro dalle forze armate imperiali disciolte: a prua fu sistemato un impianto binato con cannoni Type 89 da 127 mm e a poppa due installazioni doppie per quattro pezzi Type 98 da 100 mm (eccellenti sia nel tiro teso che in quello contraereo); lungo lo scafo furono infine piazzati otto cannoni automatici Type 96 da 25 mm. Nel febbraio 1953 i cinesi condussero alcune prove di velocità con il Tan Yang, che toccò i 27,5 nodi e mantenne per un'ora la velocità costante di 26 nodi.
Nel 1956 il cacciatorpediniere fu completamente riequipaggiato con l'assistenza statunitense. I pezzi di grosso calibro furono rimpiazzati da tre cannoni Mark 12 da 127 mm e da due pezzi Mark 22 da 76 mm (tutti su affusti aperti e individuali), mentre la contraerea fu articolata su dieci Bofors automatici da 40 mm. Così modificato, nel biennio 1958-1959 fu coinvolto in una serie di pattugliamenti dello stretto di Formosa, per evitare temuti attacchi di sorpresa dalla Cina comunista o l'infiltrazione di unità speciali. Rivestì il ruolo di nave ammiraglia della Marina taiwanese fino al 16 dicembre 1965, giorno nel quale fu collocato in riserva a causa dei crescenti problemi alle macchine sempre più usurate; nel novembre 1966 fu riclassificato come nave addestramento e limitato a esercitazioni in porto. Queste notizie fecero sensazione in Giappone e nacque una campagna per cercare di acquistare l'ex Yukikaze e farne magari una nave museo. Nell'estate 1969, però, un violento tifone sospinse il Tan Yang sulla costa e lo fece incagliare, evento che nel 1970 convinse il governo taiwanese ad avviare alla demolizione il vecchio cacciatorpediniere, processo completato l'anno seguente. La fine dello Yukikaze fu suggellata dalla restituzione a Tokyo del timone e di un'ancora, messi in mostra al Museo di storia navale di Etajima.